# Villeau
Villeau település Franciaországban, Eure-et-Loir megyében. Lakosainak száma 185 fő (2018. január 1.). Villeau Fains-la-Folie, Neuvy-en-Dunois, Rouvray-Saint-Florentin, Villars és Les Villages Vovéens községekkel határos.

## Népesség
A település népessége az elmúlt években az alábbi módon változott:
| Lakosok száma | 166  | 149  | 121  | 113  | 157  | 177  | 187  | 189  | 186  | 185  |
|               | 1968 | 1975 | 1982 | 1999 | 2006 | 2011 | 2013 | 2016 | 2017 | 2018 |